# Dodelijk autonoom wapen

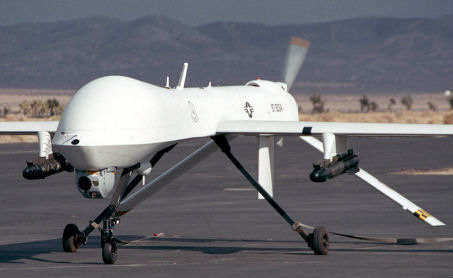
Een Amerikaanse drone Predator.

Een dodelijk autonoom wapen is een autonoom wapen of wapensysteem dat zelfstandig kan zoeken naar doelen, en die kan aanvallen, op basis van geprogrammeerde regels en methodes. Vaak wordt naar deze systemen verwezen met Engelse benamingen als lethal autonomous weapon systems (LAWS), autonomous weapon systems (AWS), in de omgangstaal "killer robots". Dergelijke wapens kunnen ingezet worden in de lucht (drones), op het land, op of onder water, of in de ruimte.
Waar het vroeger ging om telegeleide wapens, heeft de ontwikkeling van kunstmatige intelligentie geleid tot een moeilijk te stuiten wapenwedloop, gestuwd door geopolitieke concurrentie, wetenschappelijke doorbraken en op winst gerichte militaire technologiebedrijven.

## Voorgeschiedenis

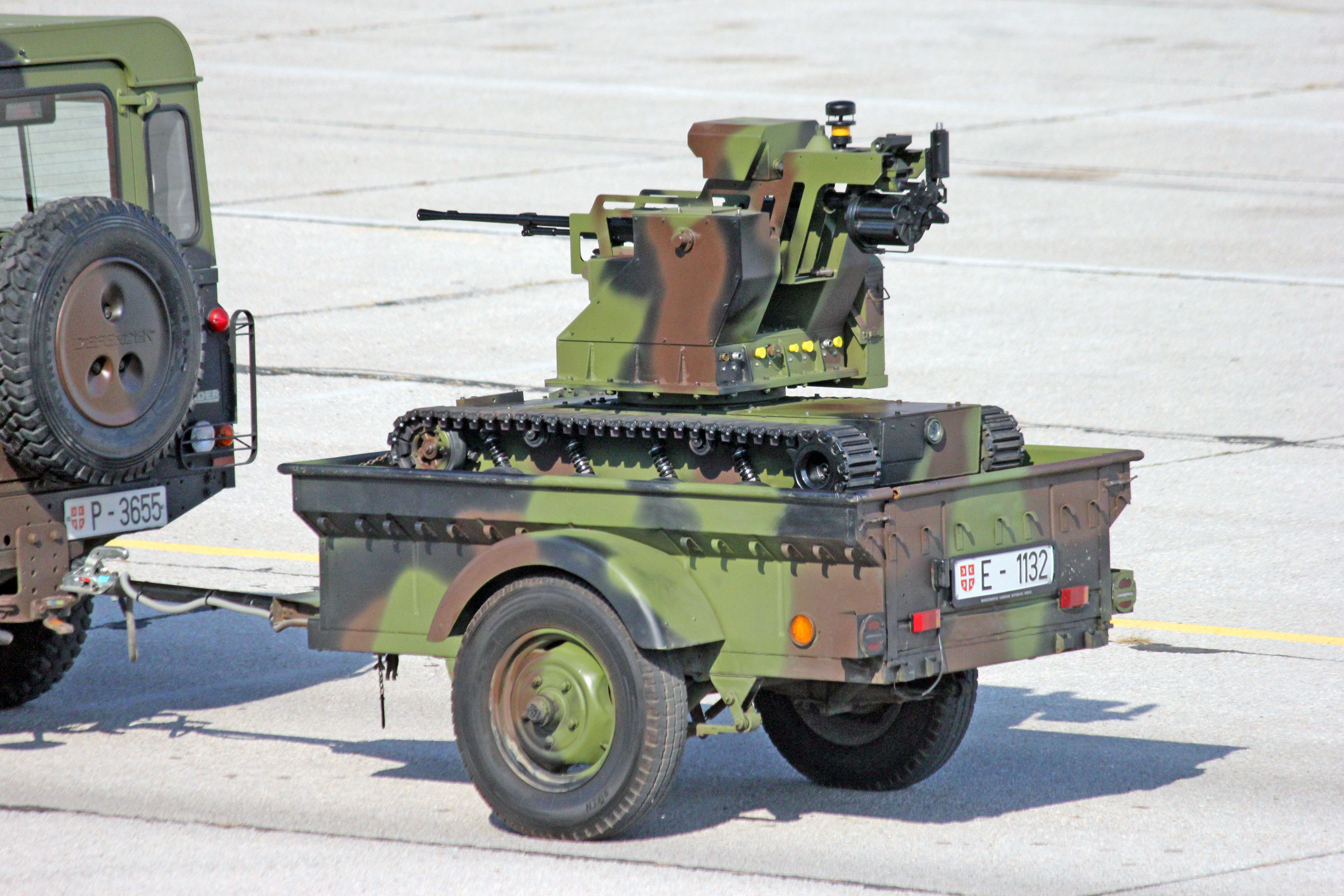
Een Servische "Miloš" autonome gevechtsrobot op een aanhangwagen (2019).

Een van de oudste voorlopers van autonome wapens zijn de land- en zeemijnen. Eind 20e eeuw verschenen de eerste militaire robots, zoals TALON, die in 2002 ingezet werd in de Bosnische oorlog. Een dergelijke robot werd ook door de politie gebruikt bij de aanslag op politieagenten in Dallas op 7 juli 2016. Deze tuigen zijn wel vrij gesofistikeerd, maar niet echt te beschouwen als autonome wapens omdat ze in de regel gewoon op afstand worden bestuurd door mensen. Nadien kwamen tal van geleide wapens die na afvuren nog bijgestuurd konden worden.

## Definities
Voor werkelijk autonome wapens is het autonoom handelen in alle definities essentieel, maar daarom niet het autonoom beslissen.
Het Rode Kruis publiceerde in 2016 een vrij brede definitie als "elk wapensysteem met autonomie in zijn kritieke functies, dat wil zeggen een wapensysteem dat een doel kan selecteren (zoeken naar of detecteren, identificeren, volgen, en selecteren) en aanvallen (geweld gebruiken tegen, neutraliseren, beschadigen of vernietigen), en dit zonder menselijke interventie."
Jurist Heather M. Roff heeft het over "wapensystemen die kunnen leren flexibel te reageren op veranderende omstandigheden in de omgeving waarin ze worden ingezet, en in staat zijn om zelf beslissingen te nemen." Maar voor polemoloog Mark Gubrud volstaat het wanneer het systeem minstens een deel van de offensieve taak zelfstandig uitvoert.
Het Britse leger noemt het "systemen die in staat zijn om intenties en richting [van de tegenpartij] te begrijpen. Vanuit dit inzicht en zijn perceptie van de omgeving is zo'n systeem in staat om passende actie te ondernemen om een gewenste staat te bereiken. Het systeem is in staat een plan op te stellen, te kiezen uit een aantal alternatieven, zonder afhankelijk te zijn van menselijk toezicht en controle – al is menselijk ingrijpen nog steeds mogelijk. De activiteit van een autonoom onbemand vliegtuig is in zijn geheel genomen voorspelbaar, maar daarom niet elke individuele actie.

## Toepassingen
Militaire operaties worden in toenemende mate uitgevoerd met autonome wapens, en nog meer naarmate kunstmatige intelligentie (AI) wordt ingebouwd in de tuigen. Sommige analisten voorspellen zelfs "dat in toekomstige oorlogen geen mensen meer zullen vechten" en dat de inzet van autonome tuigen "onvermijdelijk" is. Anderen noemen het de "derde revolutie in oorlogsvoering, na buskruit en kernwapens".
Minstens 381 types (gedeeltelijk) autonome wapensystemen en militaire robots zouden in 2019 in ontwikkeling zijn. Waar het tot nu toe meer om statische geautomatiseerde systemen ging, gaat de ontwikkeling nu richting vol-autonome systemen zoals loitering missiles die een tijd rondhangen, op zoek naar het doel.

### Voorbeelden van autonome wapens

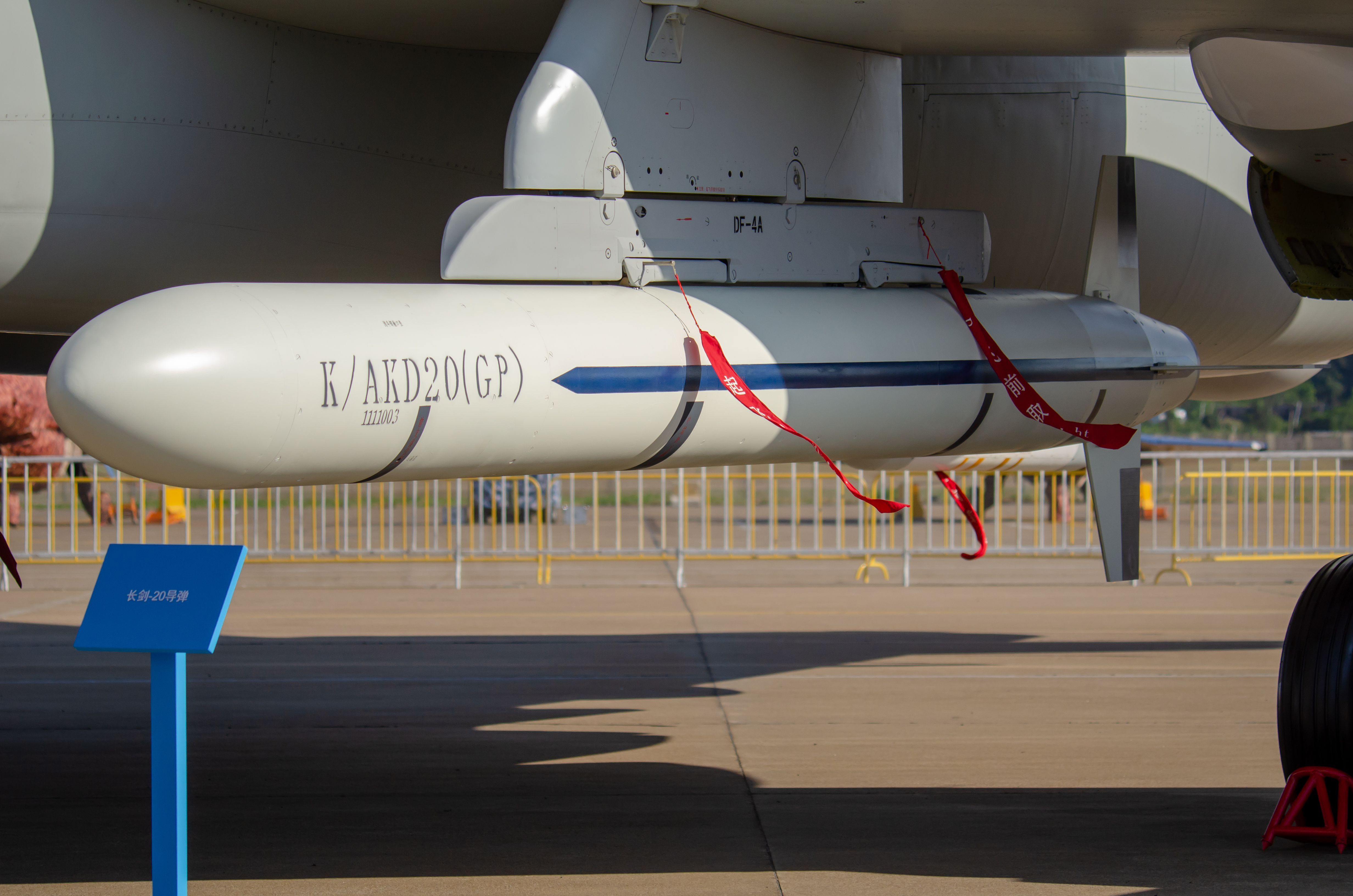
Chinese kruisraket CJ-20(长剑-20) op de ZhuHai Air Show 2018.

Vroege toepassingen zijn de kruisvluchtwapens, en autonome defensiesystemen zoals CIWS voor de luchtverdediging van schepen tegen zeedoelraketten en vijandelijke vliegtuigen. Van 2011 tot 2017 werd de Northrop Grumman X-47B ontwikkeld en getest als een intelligente drone-jager voor gebruik vanuit vliegdekschepen van de United States Navy. In 2017 begon de ontwikkeling van het Europese Future Combat Air System, een super-wapensysteem met meerdere autonome subsystemen.
Voorbeelden van loitering missiles zijn de draagbare AeroVironment Switchblade (2012), de Poolse WB Electronics Warmate (2016), en de Israëlische IAI Harop.

### Inzet in conflictgebieden
In 2017 zouden in het opnieuw oplaaiende conflict rond Nagorno-Karabach Israëlische autonome wapens van het type IAI Harop zijn ingezet tegen Armeense soldaten.

## Producenten
Vooraanstaande producenten van autonome wapens zijn het Britse Qinetiq (TALON) en BAE Systems (Corax/Raven drones), de Amerikaanse bedrijven General Atomics (Predator) en Northrop Grumman (drones), en in China Norinco (drones). In Europa zijn onder meer Airbus Defence and Space en Dassault Aviation (Future Combat Air System) actief.

## Juridisch kader
Aanvallen op mensen in oorlogstijd vallen onder het internationale humanitaire recht, in het algemene kader van de Geneefse Conventies. Een dergelijke aanval moet aan drie criteria voldoen: militaire noodzaak; onderscheid tussen strijders en niet-strijders; en evenredigheid tussen de waarde van de militaire doelstelling en de kans op nevenschade, met name burgerslachtoffers. Wanneer wapensystemen autonoom beslissingen nemen, is het twijfelachtig of ze aan die criteria kunnen voldoen.
Een meer specifiek verdrag is de VN-Conventie over bepaalde conventionele wapens. Na 2010 werden in het kader van deze Conventie onderhandelingen gestart over het beperken en reglementeren van autonome wapens. Na een debat in 2019 bleken de meeste staten – en vooral die uit het zuiden – gewonnen voor ofwel een totaal verbod ofwel een strikte wettelijke regeling van de ontwikkeling en inzet van deze wapens, een standpunt dat werd gesteund door secretaris-generaal António Guterres. Er kwamen echter geen bindende internationale afspraken, vanwege verzet van Australië, Israël, Rusland, de VS en het Verenigd Koninkrijk.
Een verbod of regulering kwam ook in verschillende parlementen ter sprake. Het Europees Parlement nam in 2014, en opnieuw in 2018 een resolutie aan die oproept tot een verbod op de ontwikkeling en het gebruik van volledig autonome wapens, maar stemde in 2019 in met investeringen in het Europees Defensiefonds.

## Ethische bezwaren en verbod

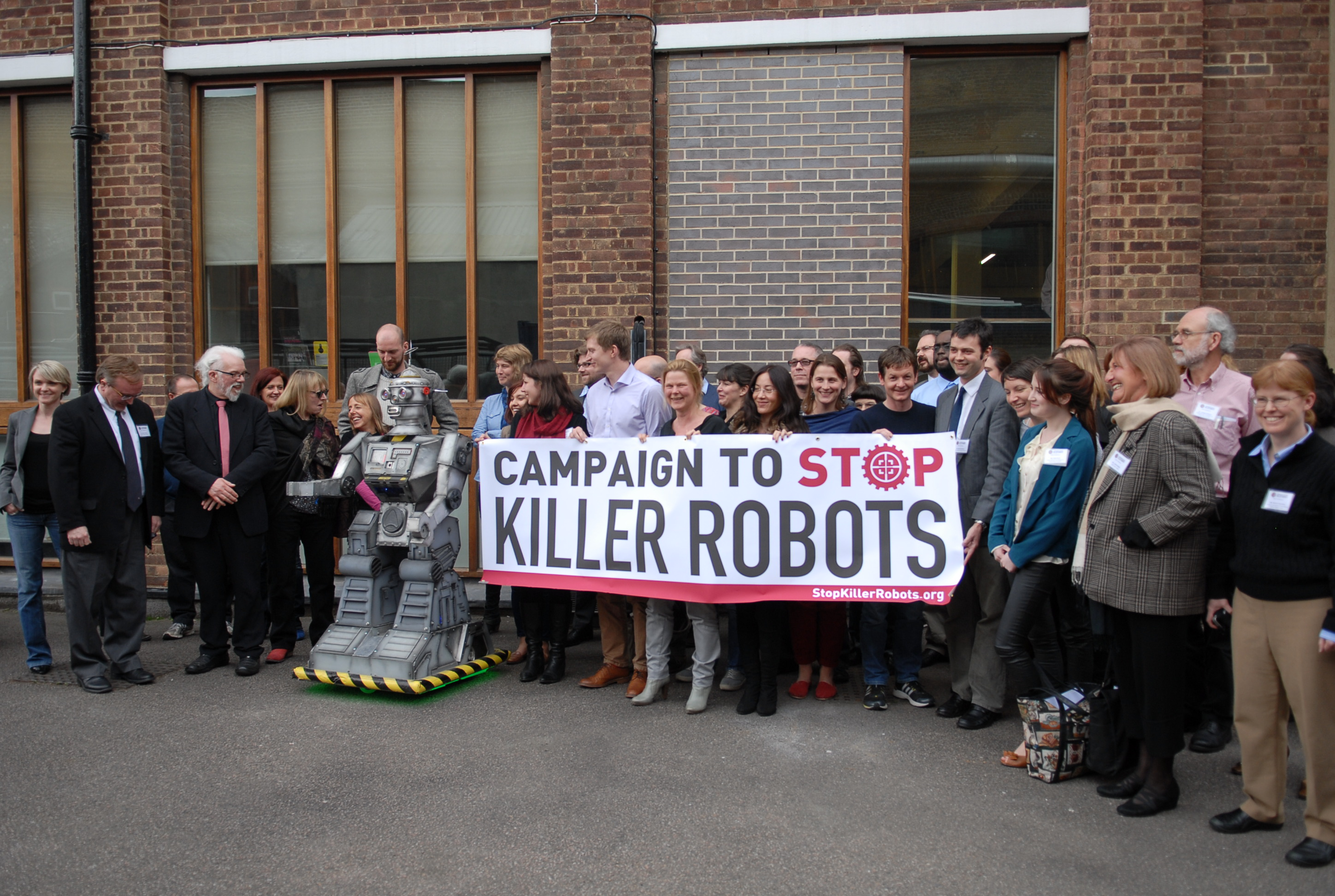
Campaign to Stop Killer Robots

Het vooruitzicht op vol-autonome wapens ("killer robots") heeft een intens debat op gang gebracht. In 2013 werd de internationale Campaign to Stop Killer Robots opgezet, en sedertdien is vanuit verschillende hoek opgeroepen tot een stopzetting van ontwikkeling en investeringen in autonome wapens. Oproepen kwamen er van wetenschappers, van het Vaticaan en andere religieuze leiders, van vredesactivisten en mensenrechtenadvocaten.
Daarnaast bestaat het gevaar dat deze tuigen in handen komen van terroristen, terwijl ze ook kwetsbaar zijn voor hacking.
Sommige ethici zijn echter integendeel voorstanders van autonome wapens. Volgens hen zullen autonome wapens niet bijdragen tot buitengerechtelijke executies, nemen ze de verantwoordelijkheid niet weg van mensen, en vergroten ze zelfs de mogelijkheid om mensen verantwoordelijk te houden voor oorlogsmisdaden. Autonome wapens zouden in oorlogstijd menselijk lijden kunnen verminderen, en in het algemeen de kans op dodelijke conflicten niet vergroten.

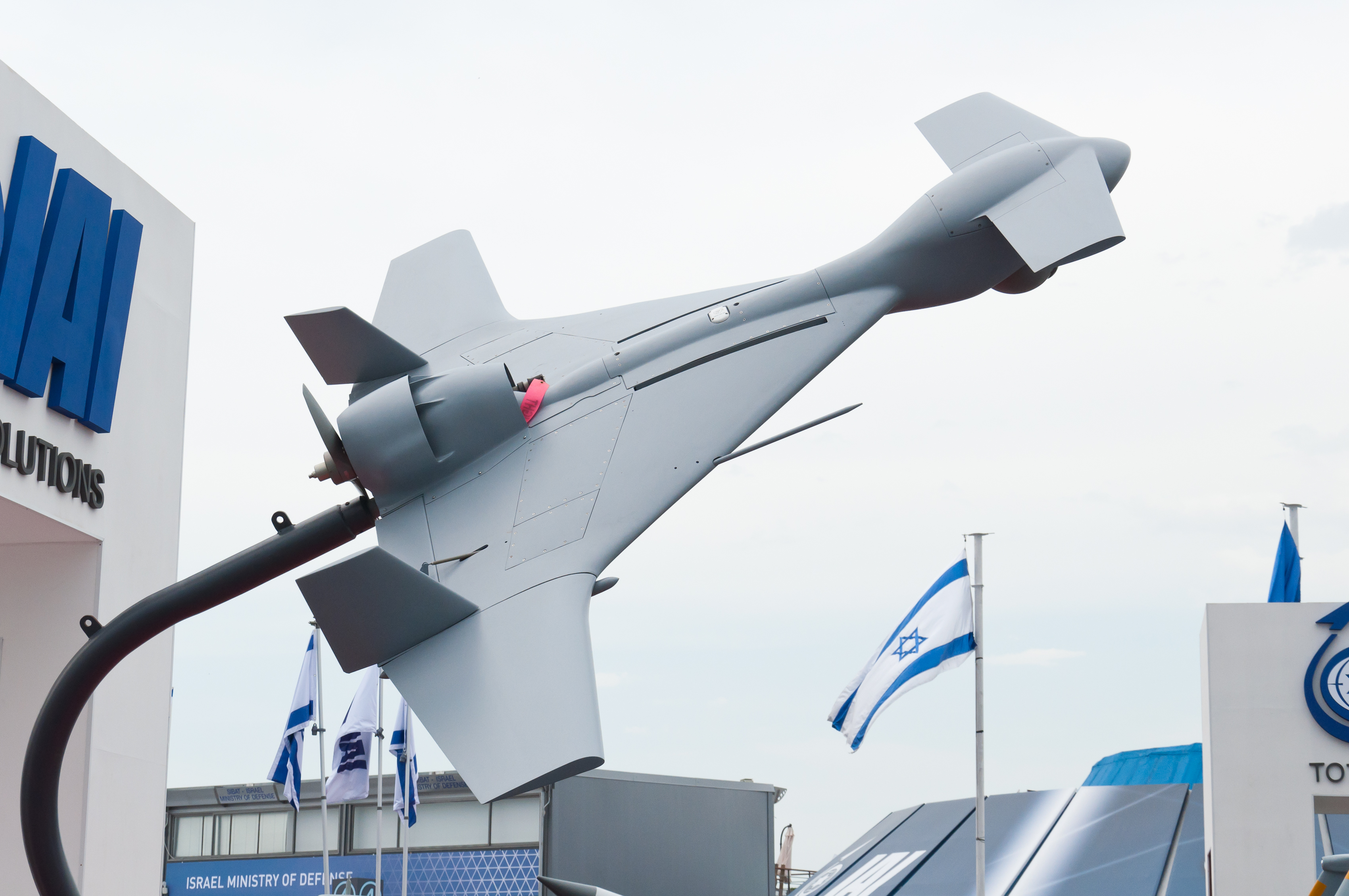
Israëlische autonome Harop drone op Paris Air Show (2013)
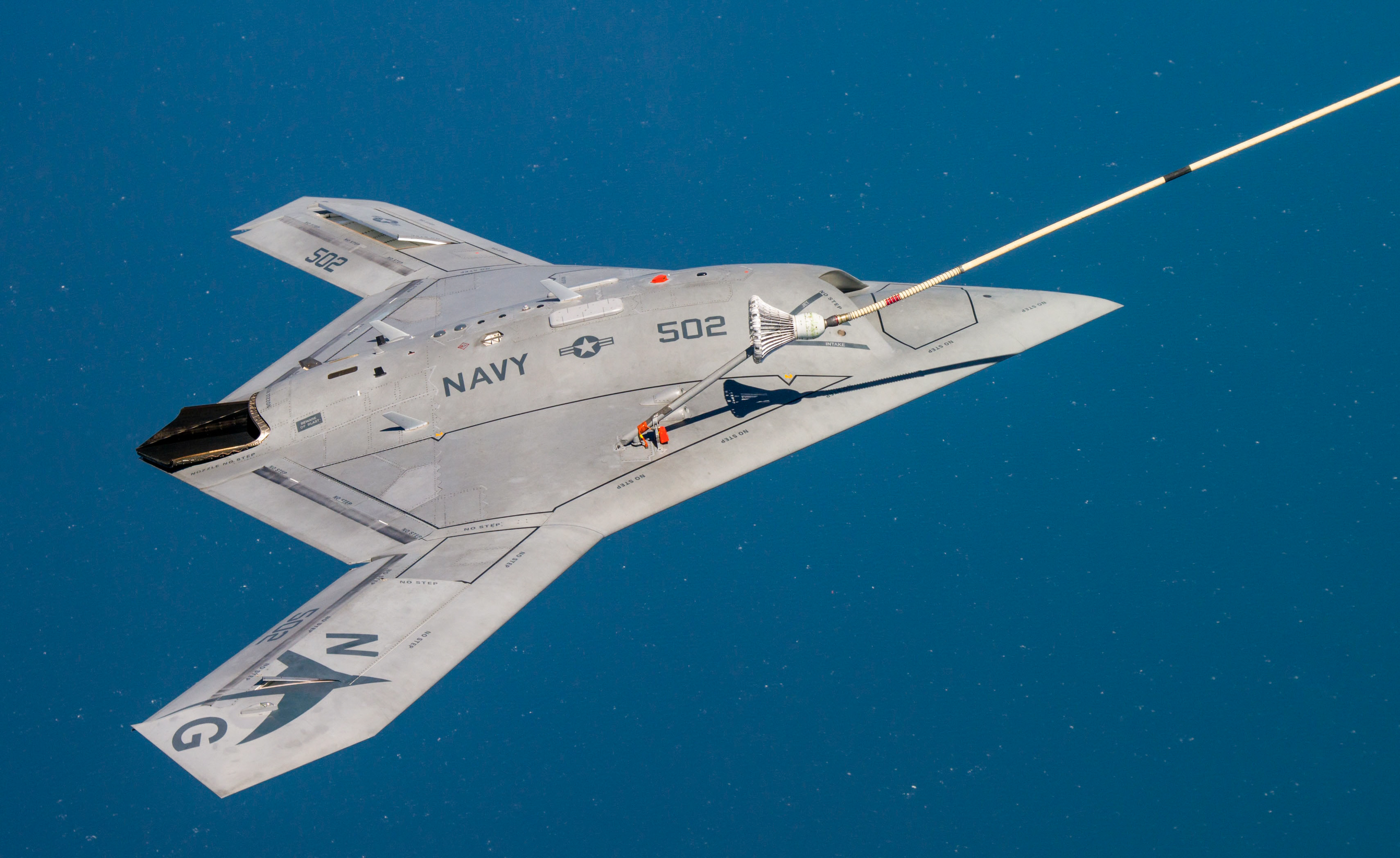
Northrup X-47B op testvlucht (2015)
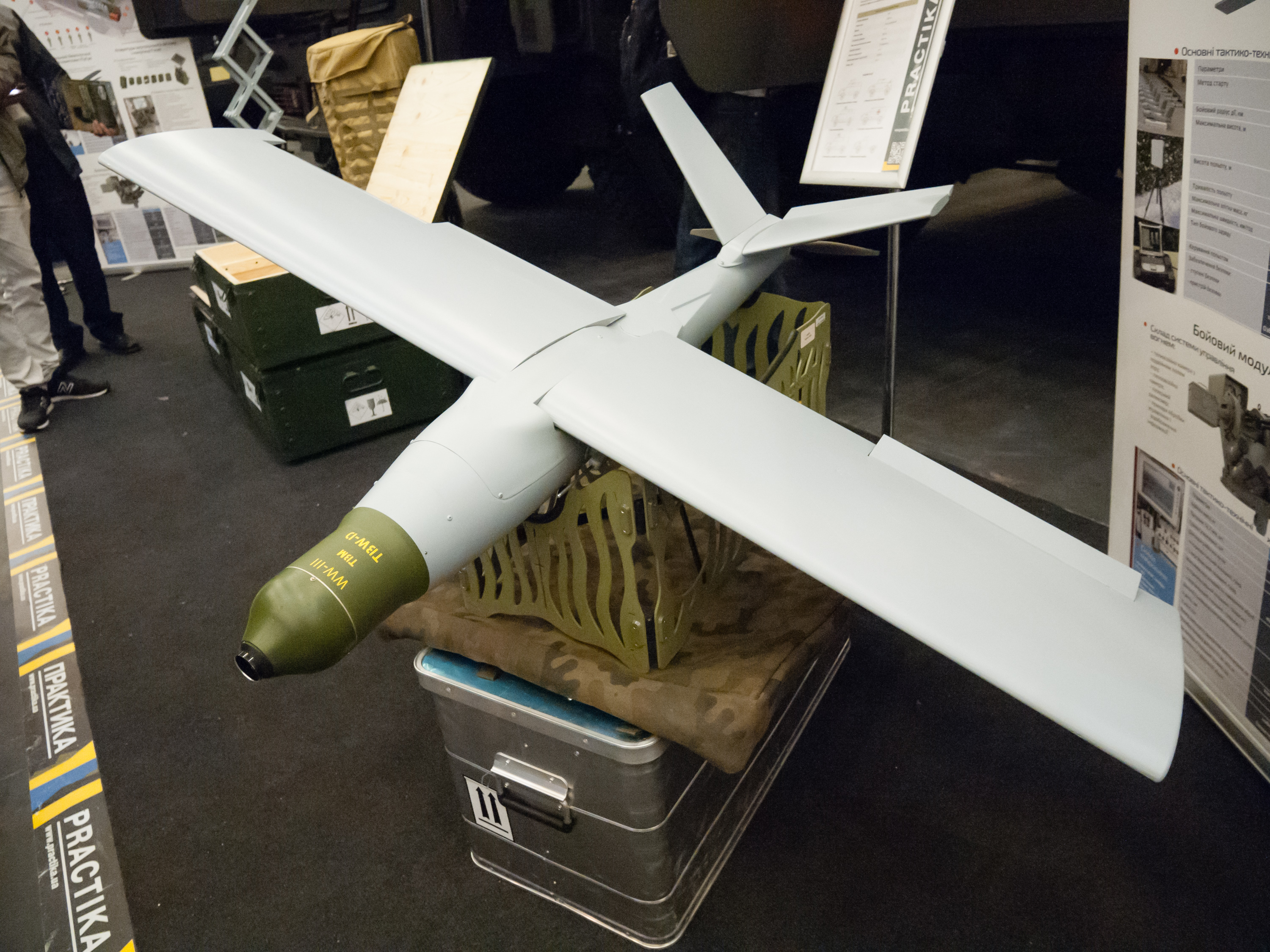
Poolse Warmate op een show in Kiev (2017)